# Muscatine
Muscatine ist eine Kleinstadt und Verwaltungssitz des Muscatine County im Südosten des US-amerikanischen Bundesstaates Iowa am Westufer des Mississippi River. Im Jahre 2020 hatte die Stadt 23.797 Einwohner.

## Geografie
Muscatine liegt auf 41°25'26" nördlicher Breite und 91°02'22" westlicher Länge. Die Stadt erstreckt sich über eine Fläche von 46,3 km², die sich auf 43,6 km² Land- und 2,7 km² Wasserfläche verteilen.
Muscatine liegt direkt am westlichen Ufer des Mississippi River, der die Grenze zwischen den Bundesstaaten Iowa und Illinois bildet. Im Zentrum der Stadt findet der Iowa Highway 38 seinen südlichen und der Iowa Highway 92 auf der nach Illinois führenden Norbert F. Beckey Bridge seinen östlichen Endpunkt und führt als Illinois State Route 92 weiter nach Osten. Der Iowa Highway 22 quert die Stadt von West nach Ost. Die wichtigste Verkehrsachse ist der von Süd nach Nord durch die Stadt verlaufende U.S. Highway 61, der zugleich die größte landesweite Fernstraße durch Muscatine ist und Minnesota entlang des Mississippi mit Louisiana verbindet.
Iowas Hauptstadt Des Moines liegt 243 km westlich von Muscatine. Nach Davenport sind es in östlicher Richtung 46 km, in der gleichen Richtung ist Chicago 324 km entfernt. Nach Norden sind es über Cedar Rapids 547 km bis Minneapolis, nach Süden ist St. Louis 425 km entfernt.

## Geschichte
Im Jahre 1833 wurde an der Stelle der heutigen Stadt ein Handelsposten eingerichtet. 1839 erfolgte die Gründung der Stadt, die damals den Namen Bloomington trug. Wegen der Konfusion, die dieser in den USA häufig vorkommende Name verursachte, wurde 1849 der Name geändert. Für die Entstehung des Namens Muscatine existieren zwei Theorien: Die erste geht vom Namen des in der Nähe ansässigen Indianerstammes der Mascouten, die zweite Theorie legt das Sioux-Wort für Feuerland (Fire Island) zugrunde.
Zwischen den 1840er Jahren und dem Amerikanischen Bürgerkrieg hatte Muscatine die größte schwarze Gemeinschaft in Iowa. Diese setzte sich aus entflohenen Sklaven aus dem Süden und zugewanderten freien Afroamerikanern aus dem Osten zusammen. Einer der bekanntesten Führer der Gemeinde war Alexander Clark Sr. ein aus Pennsylvania stammender Friseur, der in Muscatine zum wohlhabenden Holzhändler wurde, unterstützte entlaufene Sklaven setzte sich für die Aufhebung rassistischer Gesetze in Iowa bereits vor dem Bürgerkrieg ein. Clark half ebenfalls bei der Aufstellung eines aus Schwarzen bestehenden Regiments. 1868 konnte Clark nach einem Rechtsstreit erreichen, dass die Rassenschranken an Iowas öffentlichen Schulen aufgehoben wurden. Im Jahre 1879 war sein Sohn Alexander der erste schwarze Absolvent der University of Iowa. Sein Vater war fünf Jahre später der zweite Absolvent, obwohl er damals schon 58 Jahre alt war. Clark wurde zu einem prominenten Mitglied der Republikanischen Partei und wurde 1890 von Präsident Benjamin Harrison als Botschafter nach Liberia gesandt, wo er jedoch nach einem Jahr an einer Krankheit verstarb.
Neben Clark kamen zwischen 1855 und 1900 noch drei weitere Diplomaten aus Muscatine: George Van Horne war in den 1860er Jahren Konsul in Marseille, Samuel McNutt 1890 in Maracaibo in Venezuela und Frank M. Mahin im Jahre 1900 im damals österreichischen Reichenberg (heute Liberec, Tschechien).
Sam Clemens, besser als Mark Twain bekannt, arbeitete im Jahre 1855 an der lokalen Tageszeitung Muscatine Journal, an der sein Bruder Orion Clemens beteiligt war. Einige seiner Erinnerungen an Muscatine kommen in seinem Buch Leben auf dem Mississippi vor.
1884 gründete der deutsche Einwanderer J. F. Boepple eine Fabrik, die Knöpfe aus Muscheln herstellte, die aus dem Mississippi River gewonnen wurden. 1915 war die Firma Weber & Sons Button Co., Inc. der weltgrößte Hersteller von Perlmuttknöpfen aus Süßwassermuscheln. Muscatine wurde in Anspielung darauf Pearl of the Mississippi genannt. Die Firma Weber produziert noch heute und feierte im Jahre 2004 ihr hundertjähriges Bestehen.
Im Jahre 2007 verwüstete ein Tornado der Stärke 3 auf der Fujita-Skala große Teile der Stadt.

## Demografische Daten
Bei der Volkszählung im Jahre 2000 wurde eine Einwohnerzahl von 22.697 ermittelt. Diese verteilten sich auf 8.923 Haushalte in 6.040 Familien. Die Bevölkerungsdichte lag bei 520,4/km². Es gab 9.375 Gebäude, was einer Bebauungsdichte von 214,9/km² entspricht.
Die Bevölkerung bestand im Jahre 2000 aus 90,40 % Weißen, 1,08 % Afroamerikanern, 0,37 % Indianern, 0,65 % Asiaten und 6,07 % anderen. 1,44 % gaben an, von mindestens zwei dieser Gruppen abzustammen. 12,30 % der Bevölkerung bestand aus Hispanics, die verschiedenen der genannten Gruppen angehörten.
26,4 % waren unter 18 Jahren, 9,2 % zwischen 18 und 24, 28,6 % von 25 bis 44, 21,9 % von 45 bis 64 und 14,0 % 65 und älter. Das durchschnittliche Alter lag bei 36 Jahren. Auf 100 Frauen kamen statistisch 94,7 Männer, bei den über 18-Jährigen 90,2.
Das durchschnittliche Einkommen pro Haushalt betrug $38.122, das durchschnittliche Familieneinkommen $45.366. Das Einkommen der Männer lag durchschnittlich bei $36.440, das der Frauen bei $23.953. Das Pro-Kopf-Einkommen belief sich auf $19.483. Rund 8,0 % der Familien und 10,9 % der Gesamtbevölkerung lagen mit ihrem Einkommen unter der Armutsgrenze.

## Persönlichkeiten
- Ellis Parker Butler (1869–1937), Schriftsteller
- Charles Fox Parham (1873–1929), Evangelist, Prediger und Mitbegründer der Pfingstbewegung
- Charles Edwin Winter (1870–1948), Jurist und Politiker
- Norman G. Baker (1882–1958), Radiobetreiber und Erfinder
- Margherita Roberti (1925–2021), Opernsängerin, wuchs in Muscatine auf
- Max Allan Collins (* 1948), Schriftsteller, Drehbuchautor und Comicautor
- Terry Beatty (* 1958), Comiczeichner
- Jim Yong Kim (* 1959), aus Südkorea stammender Medizinprofessor
- Phil Vischer (* 1966), Gründer des christlichen Filmstudios VeggieTales

## Partnerstädte
- Crespo, Argentinien
- Drohobytsch, Ukraine
- Ichikawadaimon, Japan
- Kislowodsk, Russland
- Łomża, Polen
- Ludwigslust, Deutschland
- Paraná, Argentinien
- Paysandú, Uruguay